# サン・ドナ・ディ・ピアーヴェ
サン・ドナ・ディ・ピアーヴェ（伊: San Donà di Piave）は、イタリア共和国ヴェネト州ヴェネツィア県にある、人口約42,000人の基礎自治体（コムーネ）。

## 地理

### 位置・広がり
ヴェネツィアから45km離れた、ピアーヴェ川流域にある。

#### 隣接コムーネ
隣接するコムーネは以下の通り。括弧内のTVはトレヴィーゾ県所属を示す。
- チェッジャ
- チェッサルト (TV)
- エラクレーア
- フォッサルタ・ディ・ピアーヴェ
- イェーゾロ
- ムジーレ・ディ・ピアーヴェ
- ノヴェンタ・ディ・ピアーヴェ
- サルガレーダ (TV)
- トッレ・ディ・モスト

### 気候分類・地震分類
気候分類では、zona E, 2348 GGに分類される。
また、イタリアの地震リスク階級 (it) では、zona 3 (sismicità bassa) に分類される。

## 行政

### 分離集落
サン・ドナ・ディ・ピアーヴェには以下の分離集落（フラツィオーネ）がある。
- Calvecchia, Chiesanuova, Cittanova, Fiorentina, Fossà, Grassaga, Isiata, Mussetta di Sopra, Palazzetto, Passarella, Santa Maria di Piave

## 出身著名人
- モレノ・アルゼンティン - 自転車競技選手
- マルコ・マルカート - 自転車ロードレース選手
- サラ・アンツァネッロ - バレーボール選手
- マヌエル・パスクアル - サッカー選手

## 姉妹都市
- ヴィルヌーヴ＝シュル＝ロット（フランス）